# Советская литература. Краткий курс
«Советская литература. Краткий курс» — публицистический сборник Дмитрия Быкова, выпущенный в 2012 году. Как отмечает в предисловии автор, в основу книги были положены материалы уроков литературы для старшеклассников и лекций для студентов МГИМО.
Сборник представляет собой цикл очерков о поэтах и прозаиках, которые жили в СССР и были представителями определённого литературного направления.
Появление «Краткого курса» вызвало ряд откликов в средствах массовой информации. К примеру, журналист Ольга Богуславская подготовила обширную рецензию, в которой призналась, что писатели, знакомые ей со школьных времён, предстали в другом ракурсе: «Всех Быков открыл заново, и открытия эти одно другого огромней».
В то же время некоторых читателей поставил в тупик выбор персон, включённых в сборник. Так, критик Валерий Бондаренко отметил, что «рельеф местности под названием „советская литература“ у автора весьма свой». Рецензента озадачило вскользь упоминаемое имя Андрея Платонова, отсутствие Маяковского, Алексея Толстого, Александра Фадеева, Даниила Хармса и других классиков.
Литературный критик Сергей Беляков посетовал, что в «Кратком курсе» не нашлось места для отдельных глав о Пастернаке, Заболоцком, Мандельштаме, Бродском, Платонове, Астафьеве, Шукшине, зато много внимания уделено «Брускам» Федора Панфёрова и творчеству Николая Шпанова, который «интересен разве что историкам советской пропаганды».
Определённый резонанс вызвала глава «Русское почвенничество как антикультурный проект», посвящённая представителям «деревенской» прозы и поэзии, — Сергею Викулову, Егору Исаеву, Петру Проскурину. Геннадий Муриков («Литературная Россия») заметил, что национальное самосознание «начало вызревать» во многом благодаря писателям-деревенщикам. Лиза Новикова («Известия»), назвав главу о деревенской литературе самой важной, уточнила, что критикует Быков не столько эту прозу, сколько её безудержное восхваление.
В 2014 году Быков планировал к выходу книгу «Советская литература. Расширенный курс», которая будет дополнена очерками о Владимире Высоцком, Сергее Михалкове, Александре Галиче и других литераторах.